# Jonathan Rea
Jonathan Andrew Rea (Ballymena, 2 febbraio 1987) è un pilota motociclistico nordirlandese, 6 volte campione mondiale Superbike nel 2015, 2016, 2017, 2018, 2019 e 2020.
In questa categoria è il pilota con il maggior numero di titoli mondiali, il maggior numero di vittorie nelle singole gare, il maggior numero di podi, il maggior numero di giri veloci in gara e il maggior numero di punti in campionato.

## Biografia
Figlio di Johnny e Claire Rea, è sposato con Tatiana Watson da cui ha avuto Jack e Tyler. Ha due fratelli: Chloe e Richard. Il padre gareggiò nel Tourist Trophy mentre il nonno John fu sponsor del pilota Joey Dunlop. Dal 2017 è Membro dell'Ordine dell'Impero Britannico per meriti sportivi.

## Carriera

### Gli inizi e mondiale Supersport
È cresciuto sportivamente all'interno del settore motocross di Red Bull per poi passare alle competizioni su strada. Qui si è messo in mostra nel campionato britannico Superbike classificandosi quarto nella stagione 2006 e secondo l'anno successivo.
Nel 2007 ha partecipato, in coppia con Ryūichi Kiyonari, alla 300 km di Suzuka, ottenendo la vittoria finale. Nel 2008 approda nel campionato mondiale Supersport con una CBR 600RR del team HANNspree Ten Kate Honda, dove in 12 gare ottiene sei podi, tre dei quali da primo classificato, uno da secondo e due da terzo. Ciò gli ha valso la promozione nel mondiale Superbike per l'ultima gara del campionato sul circuito portoghese di Portimão, dove è riuscito a ottenere la prima fila durante la sua prima (e unica visto il cambio di regole) partecipazione alla superpole con giro unico.

### Mondiale Superbike

#### 2009-2014 Honda Ten Kate
Nel 2009 partecipa al campionato mondiale Superbike con una Honda CBR 1000RR del HANNspree Ten Kate Honda. Nella stagione 2009 è riuscito a centrare il primo podio della carriera nel Campionato mondiale Superbike, infatti nel corso di gara due sul circuito di Kyalami, dopo una lotta con Max Biaggi e Leon Haslam, si è piazzato al terzo posto. Il 2009, nella stagione d'esordio nel mondiale Superbike, si è classificato 5º nella classifica finale ottenendo la sua prima vittoria nel Gran Premio di San Marino in gara 2 a Misano Adriatico e ripetendosi nel Gran premio di Germania in gara 2 al Nürburgring. Ha ottenuto in totale 8 podi.
Nel 2010 viene confermato dal team HANNspree Ten Kate Honda con la Honda CBR1000RR. Nel quarto round ad Assen conquista pole position e vince entrambe le gare domenicali. Continua l'annata vincendo gara 1 al gran premio della Repubblica Ceca a Brno e gara 1 al gran premio di Germania al Nürburgring, portando il computo stagionale a 4 vittorie, 10 podi totali, 1 pole position e 5 giri veloci, posizionandosi al quarto posto nella classifica piloti con 292 punti. Nel finale di stagione è però costretto a saltare la penultima prova del campionato e a partecipare in condizioni precarie all'ultimo gran premio della stagione in Francia sul circuito di Magny-Cours a causa di un infortunio occorsogli durante le prove del gran premio d'Italia ad Imola, riportando la rottura del legamento scafo-lunare del polso sinistro. A causa di questo incidente è costretto a operarsi al termine della stagione agonistica.
Nel 2011 ottiene una vittoria e un terzo posto nelle due gare ad Assen, una vittoria in gara 1 a Imola, la pole position e due terzi posti a Portimão. Nel 2012 rimane nello stesso Team e ottiene 2 vittorie e 6 podi. Sempre nel 2012 partecipa alla 8 Ore di Suzuka in coppia con Kōsuke Akiyoshi e Tadayuki Okada a bordo di una Honda CBR1000RRW, conquistando la vittoria. Il 16 settembre 2012 viene chiamato in MotoGP a sostituire Casey Stoner dopo l'infortunio di Indianapolis sulla Honda RC213V. Continua a correre per lo stesso team nel mondiale Superbike anche nelle stagioni 2013 e 2014, ottenendo alcune vittorie in singole gare. 

#### 2015-2023 i sei titoli con Kawasaki
Il pilota britannico ottiene il terzo posto nel campionato del 2014, proprio all'indomani annuncia il suo passaggio per la stagione 2015 al team Kawasaki Racing, quale compagno di squadra di Tom Sykes. Il 20 settembre 2015, grazie a un quarto posto in gara-1 nel GP di Jerez, si laurea campione del mondo con due GP d'anticipo rispetto al termine del campionato. Dopo la vittoria del titolo Rea continua a ottenere buoni risultati, tanto da avvicinare il record di pilota con più punti in una singola stagione, primato detenuto da Colin Edwards che nel 2002 ottenne 552 punti, fermandosi a quota 548 punti. In questa stagione, grazie anche alle sue prestazioni, aiuta Kawasaki a centrare per la prima volta nella sua storia il titolo costruttori nel mondiale Superbike.

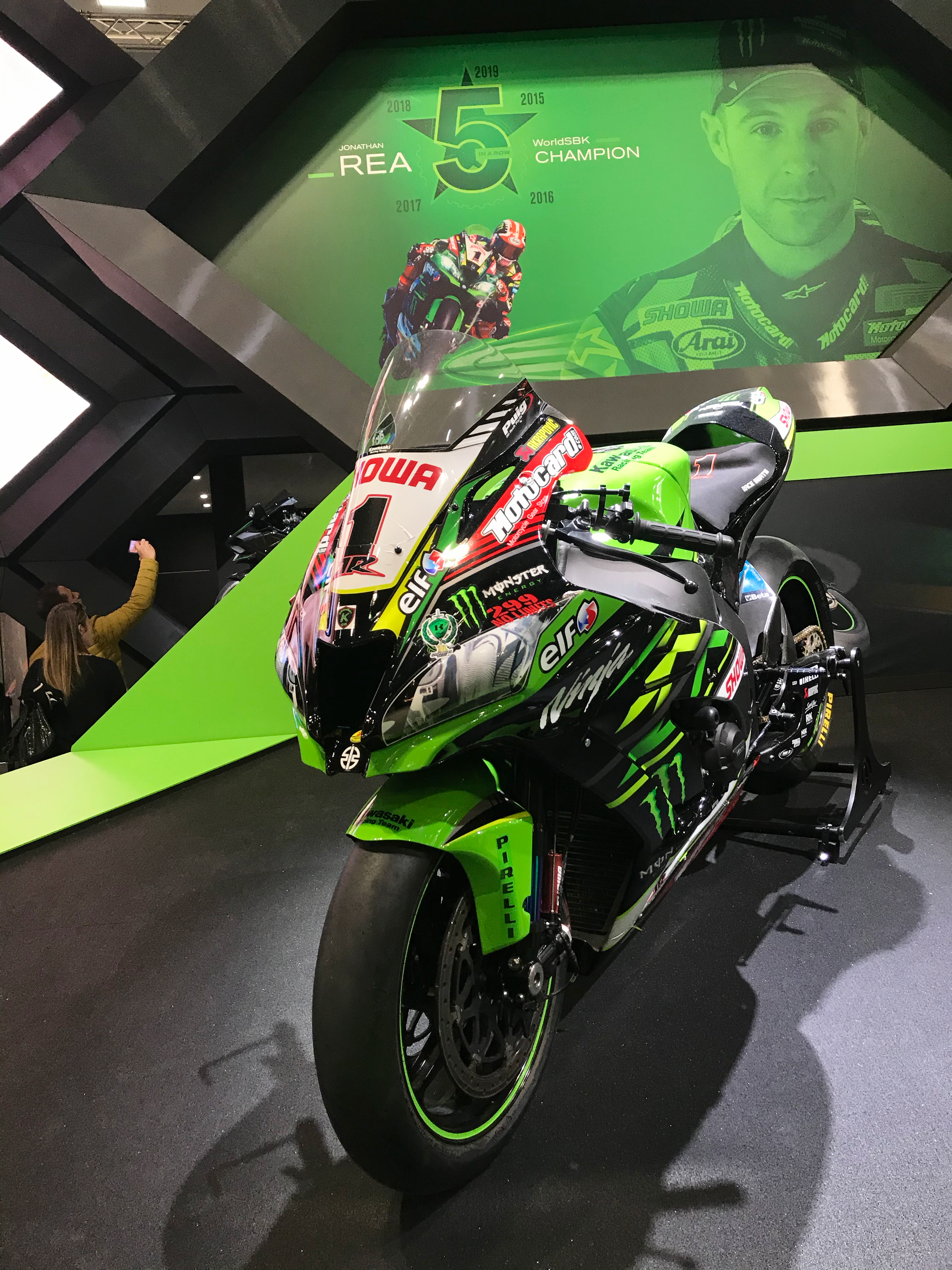
Ninja ZX-10RR del Team Kawasaki campione del mondo WSBK 2019 in mostra al salone EICMA 2019.

Nel 2016 rimane nello stesso team, con lo stesso compagno di squadra del 2015, riconfermandosi campione del mondo per il secondo anno consecutivo. L'ultimo pilota capace di vincere due titoli consecutivi nel mondiale Superbike fu un altro britannico, Carl Fogarty nelle stagioni 1998 e 1999. Nel 2017 inizia il terzo anno consecutivo con il team ufficiale Kawasaki, ancora una volta con Tom Sykes come compagno di squadra. Il 30 settembre 2017 sul circuito di Magny-Cours si laurea, con la cinquantesima vittoria in Superbike, Campione del Mondo per la terza volta consecutiva. Al termine della stagione inoltre, diviene il pilota ad aver ottenuto il numero più alto di punti in una stagione del mondiale Superbike: 556 battendo il record precedente fissato nella stagione 2002 dallo statunitense Colin Edwards. Nel 2018 è nuovamente pilota titolare nel mondiale Superbike. Nel round di Imola centra una doppietta ai danni di Chaz Davies e ottiene la cinquantanovesima vittoria mondiale a pari merito con Carl Fogarty diventando il pilota più vittorioso di sempre del mondiale Superbike. In occasione del Gran Premio di Francia a Magny-Cours si laurea, per il quarto anno consecutivo, campione mondiale Superbike. Nel 2019 inizia la quinta stagione consecutiva come pilota Kawasaki, il nuovo compagno di squadra è Leon Haslam. Al termine della stagione si laurea nuovamente, per il quinto anno coonsecutivo, campione del mondo, vincendo 17 gare e raccogliendo 663 punti.
Il 28 luglio 2019 vince la 8 Ore di Suzuka in sella alla Kawasaki ZX 10R gestita dalla stessa squadra con cui Rea corre nel mondiale Superbike, e con compagni di squadra Leon Haslam e Toprak Razgatlıoğlu. La gara caratterizzata inoltre dalla pioggia arrivata a 20 minuti dal termine, vede la Suzuki S.E.R.T di Masson rompere il motore a 1 minuto e mezzo dalla fine e inondare la pista di olio. Rea oramai prossimo a tagliare il traguardo in prima posizione, passa sull'olio e scivola. Viene data bandiera rossa e la gara sembra persa. Kawasaki Racing fa ricorso riguardo a un cavillo del regolamento in caso di bandiera rossa che non è uguale al mondiale Superbike e arriva quindi la vittoria. Vittoria che a Kawasaki mancava dal 1993 e che completa i festeggiamenti di Kawasaki per la conquista del Mondiale Endurance 2018-19. Nel 2020 disputa la sesta stagione consecutiva come pilota Kawasaki, il nuovo compagno di squadra è Alex Lowes. Il 17 ottobre, nella gara 1 del GP dell'Estoril, conquista il suo sesto titolo mondiale consecutivo in superbike.
Nel 2021 inizia la settima stagione in Kawasaki con lo stesso compagno di squadra della stagione precedente. Alla prima gara ad Aragon, arriva alle 100 vittorie nel mondiale Superbike. Conquista le prime otto superpole consecutive del campionato ma, alla fine cede il titolo, per tredici punti a Toprak Razgatlıoğlu. Nel 2022 sale sul podio in trenta delle trentasei gare disputate, vincendone sei, chiude al terzo posto in classifica. Nel 2023 si conferma al terzo posto nel mondiale, miglior piazzamento in gara è la vittoria in gara uno al Gran Premio di Most.

#### 2024- il passaggio a Yamaha
Nel 2024, dopo nove anni e sei titoli mondiali con Kawasaki, passa a Yamaha: guida infatti la YZF-R1 del team ufficiale con Andrea Locatelli come compagno di squadra. La stagione si rivela al di sotto delle aspettative, con un solo podio conquistato nella Superpole Race di Donington e la pole position di Assen come acuti. Chiude il campionato, in cui salta anche alcune gare per infortunio, al tredicesimo posto.

## Risultati in gara

### Campionato mondiale Supersport
| 2008 | Moto  |     |   |   |   |     |   |   |   |   |   |   |    |  | Punti | Pos. |
| ---- | ----- | --- | - | - | - | --- | - | - | - | - | - | - | -- |  | ----- | ---- |
| 2008 | Honda | Rit | 5 | 6 | 2 | Rit | 6 | 3 | 1 | 1 | 3 | 1 | 10 |  | 164   | 2º   |

| Legenda | 1º posto        | 2º posto            | 3º posto           | A punti      | Senza punti        | Grassetto – Pole position Corsivo – Giro più veloce |
| Legenda | Gara non valida | Non qual./Non part. | Ritirato/Non class | Squalificato | '-' Dato non disp. | Grassetto – Pole position Corsivo – Giro più veloce |

### Campionato mondiale Superbike
| 2008 | Moto  |  |  |  |  |  |  |  |  |  |  |  |  |  |  |  |  |  |  |  |  |  |  |  |  |  |  |   |    | Punti | Pos. |
| ---- | ----- |  |  |  |  |  |  |  |  |  |  |  |  |  |  |  |  |  |  |  |  |  |  |  |  |  |  | - | -- | ----- | ---- |
| 2008 | Honda |  |  |  |  |  |  |  |  |  |  |  |  |  |  |  |  |  |  |  |  |  |  |  |  |  |  | 4 | 15 | 14    | 26º  |

| 2009 | Moto  |   |   |    |   |     |    |   |   |   |   |   |   |   |   |   |   |   |    |   |   |   |   |   |   |     |   |   |   | Punti | Pos. |
| ---- | ----- | - | - | -- | - | --- | -- | - | - | - | - | - | - | - | - | - | - | - | -- | - | - | - | - | - | - | --- | - | - | - | ----- | ---- |
| 2009 | Honda | 5 | 9 | 12 | 8 | Rit | 13 | 7 | 5 | 5 | 4 | 4 | 3 | 5 | 3 | 7 | 1 | 7 | 15 | 3 | 4 | 4 | 1 | 7 | 6 | Rit | 3 | 2 | 3 | 315   | 5º   |

| 2010 | Moto  |   |   |   |     |   |   |   |   |     |     |   |   |    |   |    |    |   |   |   |   |   |   |    |    |    |    |  |  | Punti | Pos. |
| ---- | ----- | - | - | - | --- | - | - | - | - | --- | --- | - | - | -- | - | -- | -- | - | - | - | - | - | - | -- | -- | -- | -- |  |  | ----- | ---- |
| 2010 | Honda | 4 | 6 | 3 | Rit | 6 | 5 | 1 | 1 | Rit | Rit | 5 | 2 | 14 | 8 | 13 | 12 | 1 | 2 | 2 | 2 | 1 | 2 | NP | NP | 12 | NP |  |  | 292   | 4º   |

| 2011 | Moto  |    |   |   |   |   |   |   |     |     |    |    |    |     |     |     |     |     |     |    |   |   |     |     |     |   |   |  |  | Punti | Pos. |
| ---- | ----- | -- | - | - | - | - | - | - | --- | --- | -- | -- | -- | --- | --- | --- | --- | --- | --- | -- | - | - | --- | --- | --- | - | - |  |  | ----- | ---- |
| 2011 | Honda | 12 | 4 | 5 | 6 | 1 | 3 | 6 | Rit | Rit | 11 | NP | NP | Inf | Inf | Inf | Inf | Inf | Inf | 10 | 4 | 1 | Rit | Rit | Rit | 3 | 3 |  |  | 170   | 9º   |

| 2012 | Moto  |   |   |   |   |     |   |    |   |   |   |   |   |   |   |    |   |     |    |   |   |     |   |     |   |   |   |    |   | Punti | Pos. |
| ---- | ----- | - | - | - | - | --- | - | -- | - | - | - | - | - | - | - | -- | - | --- | -- | - | - | --- | - | --- | - | - | - | -- | - | ----- | ---- |
| 2012 | Honda | 7 | 4 | 9 | 5 | Rit | 1 | AN | 6 | 4 | 1 | 4 | 2 | 5 | 2 | 16 | 5 | Rit | 12 | 4 | 9 | Rit | 7 | Rit | 4 | 6 | 2 | 13 | 2 | 278,5 | 5º   |

| 2013 | Moto  |   |   |   |    |   |   |   |     |   |    |     |   |     |   |   |    |   |   |     |    |     |     |     |     |     |     |     |     | Punti | Pos. |
| ---- | ----- | - | - | - | -- | - | - | - | --- | - | -- | --- | - | --- | - | - | -- | - | - | --- | -- | --- | --- | --- | --- | --- | --- | --- | --- | ----- | ---- |
| 2013 | Honda | 8 | 8 | 4 | 15 | 2 | 4 | 8 | Rit | 4 | 11 | Rit | 3 | Rit | 2 | 4 | AN | 1 | 4 | Rit | NP | Inf | Inf | Inf | Inf | Inf | Inf | Inf | Inf | 176   | 9º   |

| 2014 | Moto  |   |   |   |   |   |   |   |   |   |   |   |   |   |   |   |   |   |   |   |   |   |     |   |   |  |  |  |  | Punti | Pos. |
| ---- | ----- | - | - | - | - | - | - | - | - | - | - | - | - | - | - | - | - | - | - | - | - | - | --- | - | - |  |  |  |  | ----- | ---- |
| 2014 | Honda | 6 | 5 | 3 | 5 | 3 | 1 | 1 | 1 | 6 | 6 | 6 | 6 | 7 | 5 | 5 | 1 | 6 | 3 | 4 | 5 | 3 | Rit | 4 | 2 |  |  |  |  | 334   | 3º   |

| 2015 | Moto     |   |   |   |   |   |   |   |   |   |   |   |   |   |   |   |   |   |   |   |   |   |   |   |   |   |     |  |  | Punti | Pos. |
| ---- | -------- | - | - | - | - | - | - | - | - | - | - | - | - | - | - | - | - | - | - | - | - | - | - | - | - | - | --- |  |  | ----- | ---- |
| 2015 | Kawasaki | 1 | 2 | 1 | 1 | 1 | 2 | 1 | 1 | 1 | 1 | 2 | 2 | 1 | 1 | 2 | 1 | 3 | 3 | 1 | 2 | 4 | 4 | 1 | 1 | 2 | Rit |  |  | 548   | 1º   |

| 2016 | Moto     |   |   |   |   |   |   |   |   |   |   |   |   |   |   |   |   |   |     |     |   |   |   |   |   |   |   |  |  | Punti | Pos. |
| ---- | -------- | - | - | - | - | - | - | - | - | - | - | - | - | - | - | - | - | - | --- | --- | - | - | - | - | - | - | - |  |  | ----- | ---- |
| 2016 | Kawasaki | 1 | 1 | 1 | 2 | 2 | 3 | 1 | 1 | 2 | 2 | 2 | 3 | 3 | 2 | 1 | 1 | 1 | Rit | Rit | 1 | 4 | 2 | 3 | 2 | 2 | 3 |  |  | 498   | 1º   |

| 2017 | Moto     |   |   |   |   |   |   |   |   |   |   |     |   |   |   |   |   |   |   |   |   |   |     |   |   |   |   |  |  | Punti | Pos. |
| ---- | -------- | - | - | - | - | - | - | - | - | - | - | --- | - | - | - | - | - | - | - | - | - | - | --- | - | - | - | - |  |  | ----- | ---- |
| 2017 | Kawasaki | 1 | 1 | 1 | 1 | 1 | 2 | 1 | 1 | 2 | 2 | Rit | 1 | 3 | 2 | 2 | 1 | 2 | 2 | 1 | 1 | 1 | Rit | 1 | 1 | 1 | 1 |  |  | 556   | 1º   |

| 2018 | Moto     |   |   |   |   |   |   |   |   |   |   |   |   |   |     |   |   |   |   |   |   |   |   |   |   |   |    |  |  | Punti | Pos. |
| ---- | -------- | - | - | - | - | - | - | - | - | - | - | - | - | - | --- | - | - | - | - | - | - | - | - | - | - | - | -- |  |  | ----- | ---- |
| 2018 | Kawasaki | 5 | 2 | 1 | 4 | 1 | 2 | 1 | 2 | 1 | 1 | 2 | 3 | 1 | Rit | 1 | 1 | 1 | 1 | 1 | 1 | 1 | 1 | 1 | 1 | 1 | AN |  |  | 545   | 1º   |

| 2019 | Moto     |   |   |   |   |   |   |   |   |   |   |    |   |   |   |    |   |   |   |   |   |   |   |   |   |   |   |   |   |   |   |   |   |   |   |   |   |   |   |   |  |  |  | Punti | Pos. |
| ---- | -------- | - | - | - | - | - | - | - | - | - | - | -- | - | - | - | -- | - | - | - | - | - | - | - | - | - | - | - | - | - | - | - | - | - | - | - | - | - | - | - | - |  |  |  | ----- | ---- |
| 2019 | Kawasaki | 2 | 2 | 2 | 2 | 2 | 2 | 2 | 2 | 2 | 2 | AN | 3 | 1 | 1 | AN | 4 | 4 | 2 | 1 | 5 | 1 | 1 | 1 | 1 | 1 | 1 | 2 | 1 | 1 | 2 | 2 | 2 | 1 | 2 | 1 | 1 | 1 | 1 | 1 |  |  |  | 663   | 1º   |

| 2020 | Moto     |     |   |   |   |   |   |   |   |   |   |   |   |   |   |   |   |   |   |   |   |   |   |   |    |  |  |  |  |  |  |  |  |  |  |  |  |  |  |  |  |  |  | Punti | Pos. |
| ---- | -------- | --- | - | - | - | - | - | - | - | - | - | - | - | - | - | - | - | - | - | - | - | - | - | - | -- |  |  |  |  |  |  |  |  |  |  |  |  |  |  |  |  |  |  | ----- | ---- |
| 2020 | Kawasaki | Rit | 1 | 2 | 2 | 1 | 6 | 1 | 1 | 1 | 3 | 1 | 1 | 2 | 2 | 1 | 1 | 2 | 4 | 1 | 1 | 4 | 4 | 5 | 14 |  |  |  |  |  |  |  |  |  |  |  |  |  |  |  |  |  |  | 360   | 1º   |

| 2021 | Moto     |   |   |   |   |   |   |   |   |   |   |   |    |   |   |   |     |   |   |   |   |   |   |   |   |   |   |   |   |    |   |     |     |   |   |   |   |   |    |   |  |  |  | Punti | Pos. |
| ---- | -------- | - | - | - | - | - | - | - | - | - | - | - | -- | - | - | - | --- | - | - | - | - | - | - | - | - | - | - | - | - | -- | - | --- | --- | - | - | - | - | - | -- | - |  |  |  | ----- | ---- |
| 2021 | Kawasaki | 1 | 1 | 2 | 3 | 1 | 1 | 3 | 3 | 3 | 2 | 1 | 20 | 1 | 1 | 1 | Rit | 3 | 3 | 2 | 2 | 3 | 2 | 1 | 2 | 4 | 1 | 6 | 2 | AN | 5 | Rit | Rit | 1 | 2 | 3 | 2 | 1 | AN | 1 |  |  |  | 551   | 2º   |

| 2022 | Moto     |   |   |   |   |   |     |   |   |   |   |   |   |   |   |   |   |   |   |    |   |   |   |   |   |   |   |   |   |   |   |   |   |   |   |   |   |  |  |  |  |  |  | Punti | Pos. |
| ---- | -------- | - | - | - | - | - | --- | - | - | - | - | - | - | - | - | - | - | - | - | -- | - | - | - | - | - | - | - | - | - | - | - | - | - | - | - | - | - |  |  |  |  |  |  | ----- | ---- |
| 2022 | Kawasaki | 1 | 2 | 2 | 1 | 1 | Rit | 3 | 1 | 1 | 2 | 3 | 4 | 2 | 2 | 3 | 4 | 2 | 3 | 24 | 3 | 5 | 2 | 2 | 4 | 3 | 3 | 3 | 2 | 3 | 3 | 3 | 2 | 3 | 1 | 3 | 2 |  |  |  |  |  |  | 502   | 3º   |

| 2023 | Moto     |   |   |   |   |   |     |   |   |     |   |     |   |   |   |   |   |   |   |   |   |   |   |   |   |   |   |   |   |   |   |   |     |    |   |   |    |  |  |  |  |  |  | Punti | Pos. |
| ---- | -------- | - | - | - | - | - | --- | - | - | --- | - | --- | - | - | - | - | - | - | - | - | - | - | - | - | - | - | - | - | - | - | - | - | --- | -- | - | - | -- |  |  |  |  |  |  | ----- | ---- |
| 2023 | Kawasaki | 2 | 7 | 8 | 9 | 4 | Rit | 2 | 2 | Rit | 3 | Rit | 5 | 5 | 5 | 4 | 3 | 3 | 5 | 3 | 4 | 3 | 1 | 2 | 3 | 3 | 3 | 3 | 3 | 2 | 4 | 3 | Rit | 10 | 4 | 5 | 21 |  |  |  |  |  |  | 368   | 3º   |

| 2024 | Moto   |    |    |     |     |    |   |   |   |    |     |   |    |   |   |   |    |   |   |    |    |   |     |    |     |     |     |     |    |    |    |   |    |   |    |    |   |  |  |  |  |  |  | Punti | Pos. |
| ---- | ------ | -- | -- | --- | --- | -- | - | - | - | -- | --- | - | -- | - | - | - | -- | - | - | -- | -- | - | --- | -- | --- | --- | --- | --- | -- | -- | -- | - | -- | - | -- | -- | - |  |  |  |  |  |  | ----- | ---- |
| 2024 | Yamaha | 17 | 10 | Rit | Rit | 13 | 8 | 6 | 5 | 19 | Rit | 8 | 10 | 5 | 3 | 8 | 10 | 9 | 6 | 15 | 10 | 6 | Rit | NP | Inf | Inf | Inf | Inf | 14 | 12 | 13 | 5 | 22 | 4 | 11 | 11 | 9 |  |  |  |  |  |  | 127   | 13º  |

| 2025 | Moto   |     |     |     |     |     |     |     |     |     |    |    |    |    |    |    |    |   |     |   |   |    |     |   |    |  |  |  |  |  |  |  |  |  |  |  |  |  |  |  |  |  |  | Punti | Pos. |
| ---- | ------ | --- | --- | --- | --- | --- | --- | --- | --- | --- | -- | -- | -- | -- | -- | -- | -- | - | --- | - | - | -- | --- | - | -- |  |  |  |  |  |  |  |  |  |  |  |  |  |  |  |  |  |  | ----- | ---- |
| 2025 | Yamaha | Inf | Inf | Inf | Inf | Inf | Inf | Inf | Inf | Inf | 19 | 16 | 18 | 10 | 10 | 13 | 12 | 7 | Rit | 5 | 6 | 15 | Rit | 9 | 12 |  |  |  |  |  |  |  |  |  |  |  |  |  |  |  |  |  |  | 37    |      |

| Legenda | 1º posto        | 2º posto            | 3º posto           | A punti      | Senza punti        | Grassetto – Pole position Corsivo – Giro più veloce |
| Legenda | Gara non valida | Non qual./Non part. | Ritirato/Non class | Squalificato | '-' Dato non disp. | Grassetto – Pole position Corsivo – Giro più veloce |

### Motomondiale
| 2012 | Classe | Moto  |  |  |  |  |  |  |  |  |  |  |  |  |   |   |  |  |  |  | Punti | Pos. |
| ---- | ------ | ----- |  |  |  |  |  |  |  |  |  |  |  |  | - | - |  |  |  |  | ----- | ---- |
| 2012 | MotoGP | Honda |  |  |  |  |  |  |  |  |  |  |  |  | 8 | 7 |  |  |  |  | 17    | 21º  |

| Legenda | 1º posto        | 2º posto            | 3º posto            | A punti      | Senza punti        | Grassetto – Pole position Corsivo – Giro più veloce |
| Legenda | Gara non valida | Non qual./Non part. | Ritirato/Non class. | Squalificato | '-' Dato non disp. | Grassetto – Pole position Corsivo – Giro più veloce |

## Onorificenze
Nel dicembre del 2018 Rea ha ricevuto una laurea honoris causa in lettere dall'Università dell'Ulster per il suo grande contributo allo sport.